# 托馬爾
托馬爾（Tomar）是葡萄牙的一座城市。有人口約20,000人。托馬爾在行政區劃上屬於托馬爾區，全區面積有351.0 平方公里，總人口有40,674人。市區內有眾多古跡，其中托馬爾的基督會院被列入世界遺產。

## 友好城市
- 法國 万塞讷

托馬爾 - Tomar
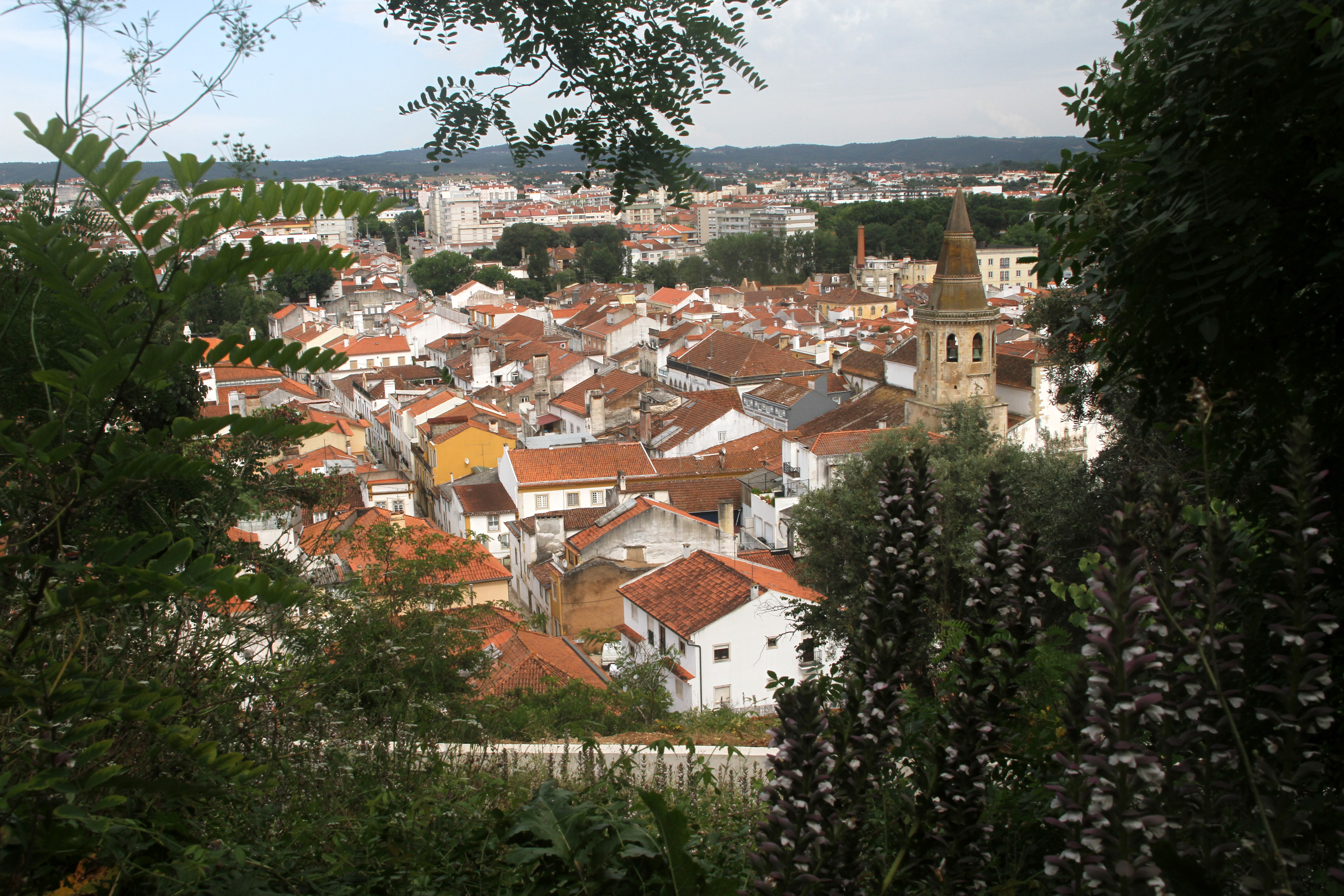
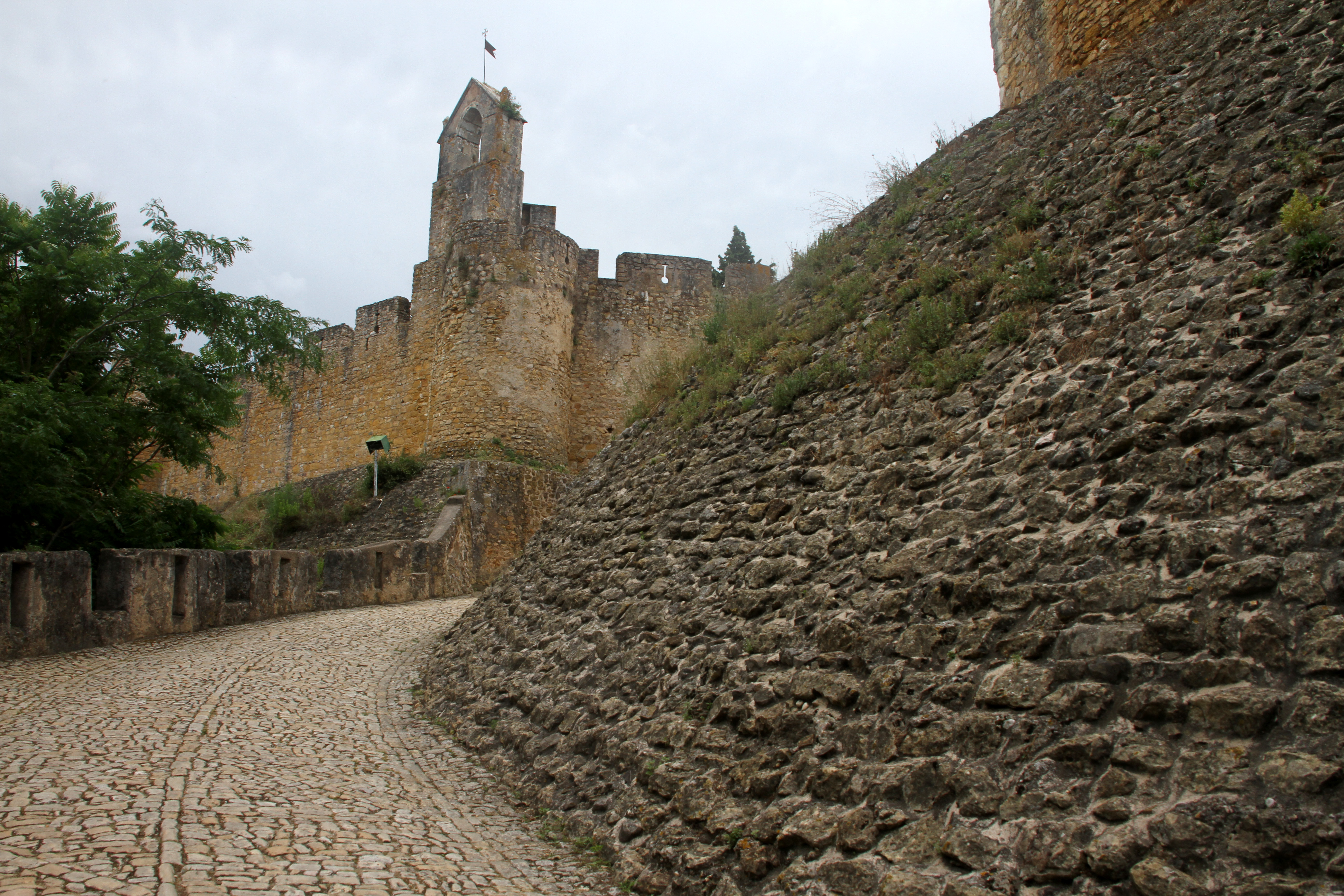
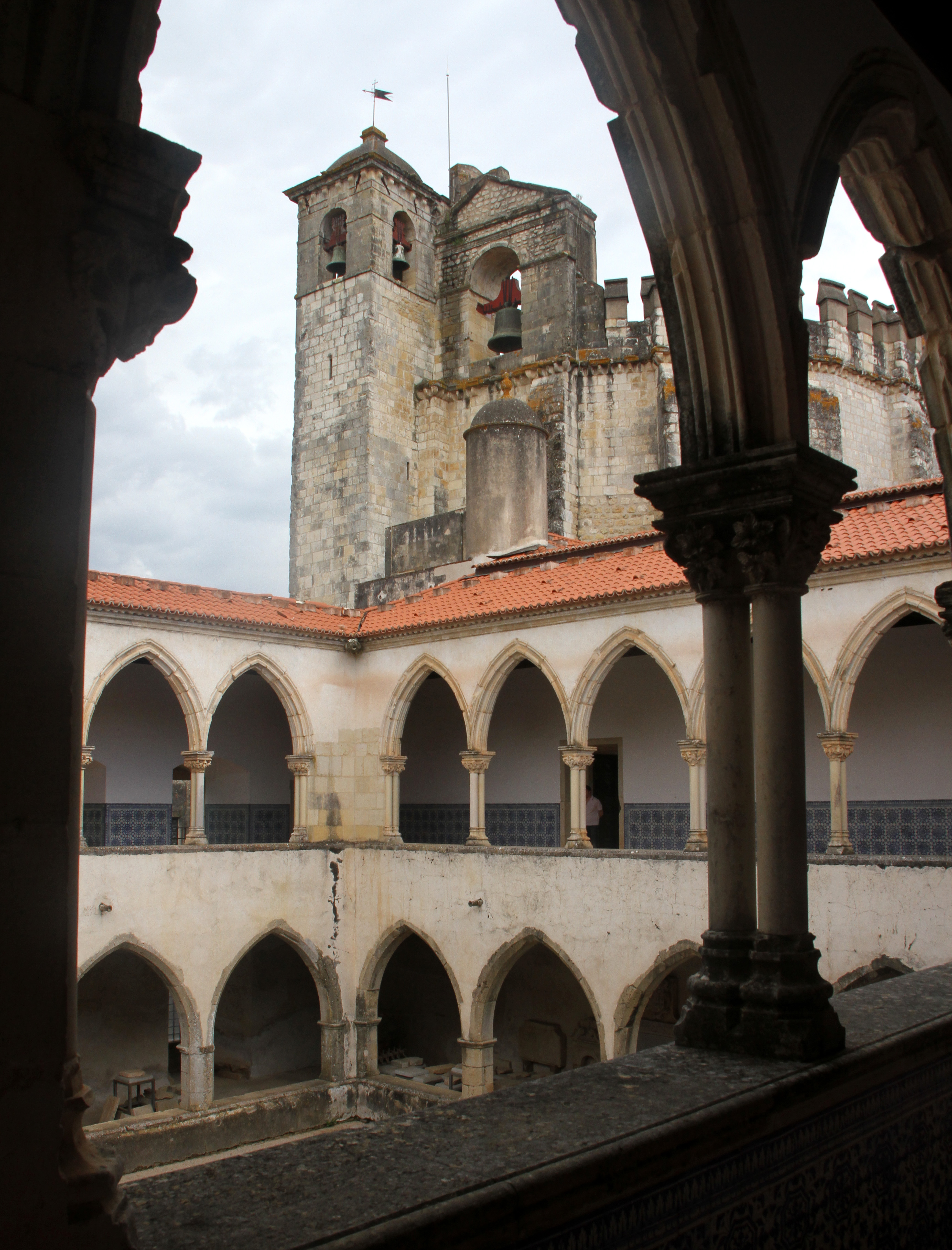
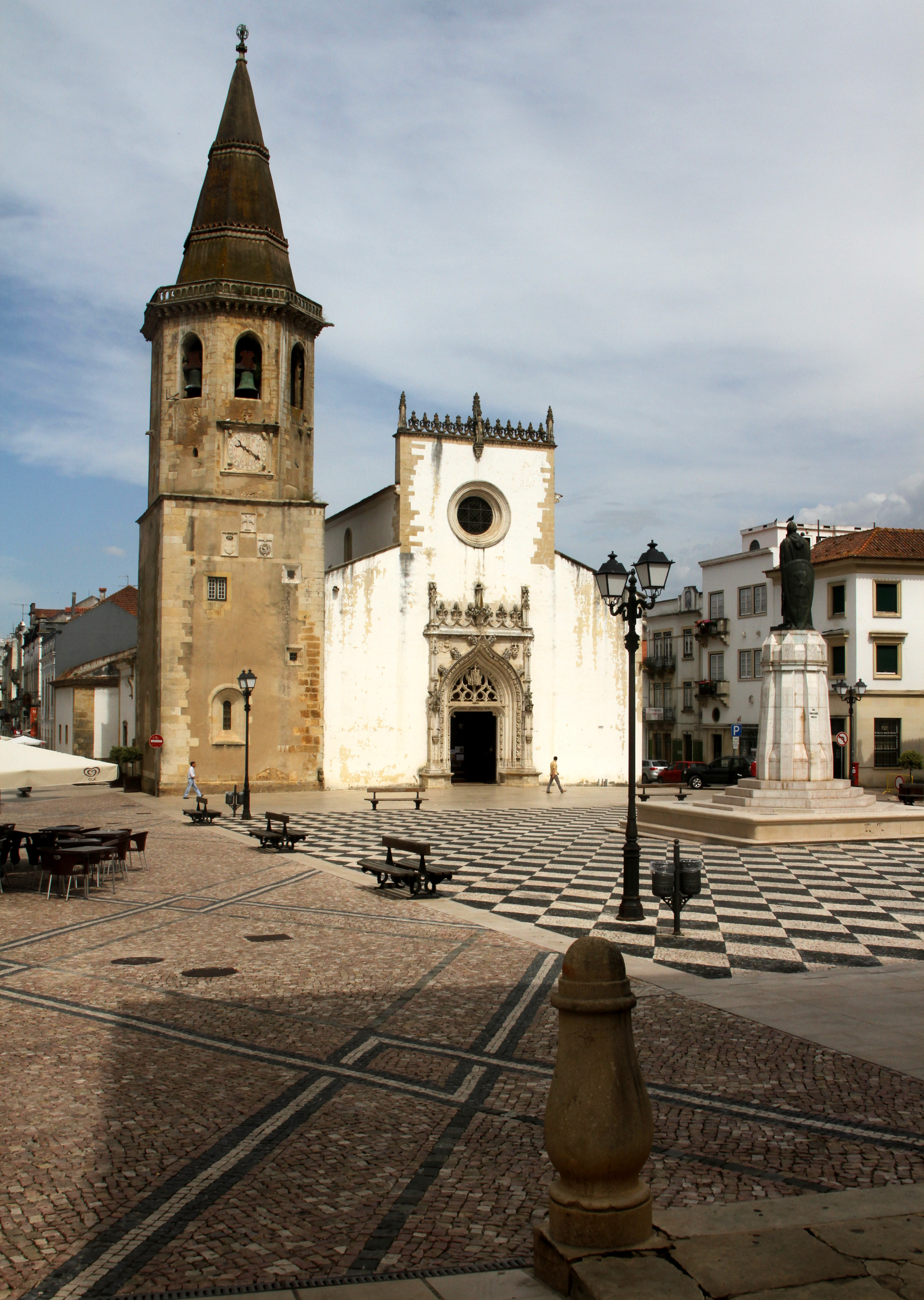
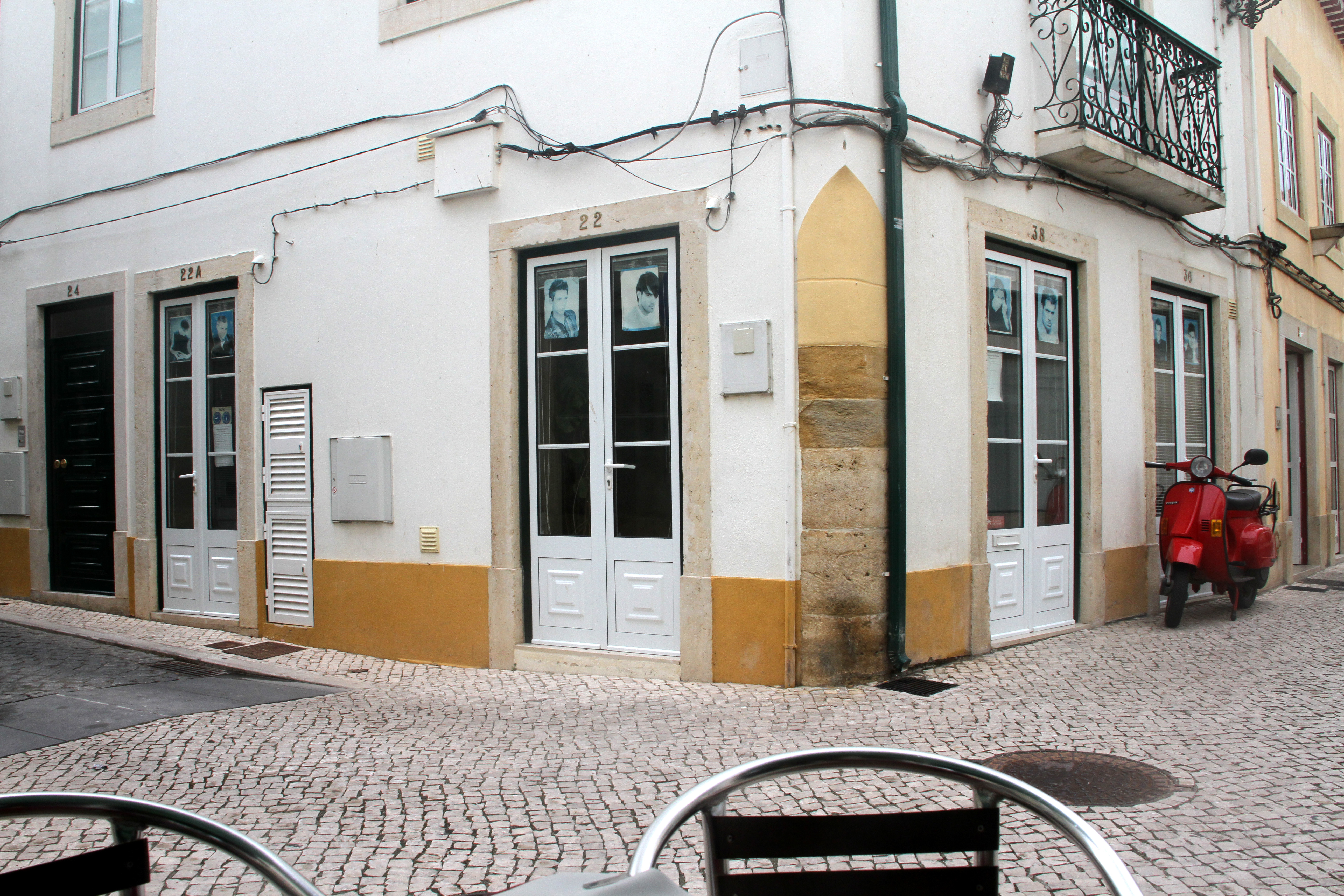
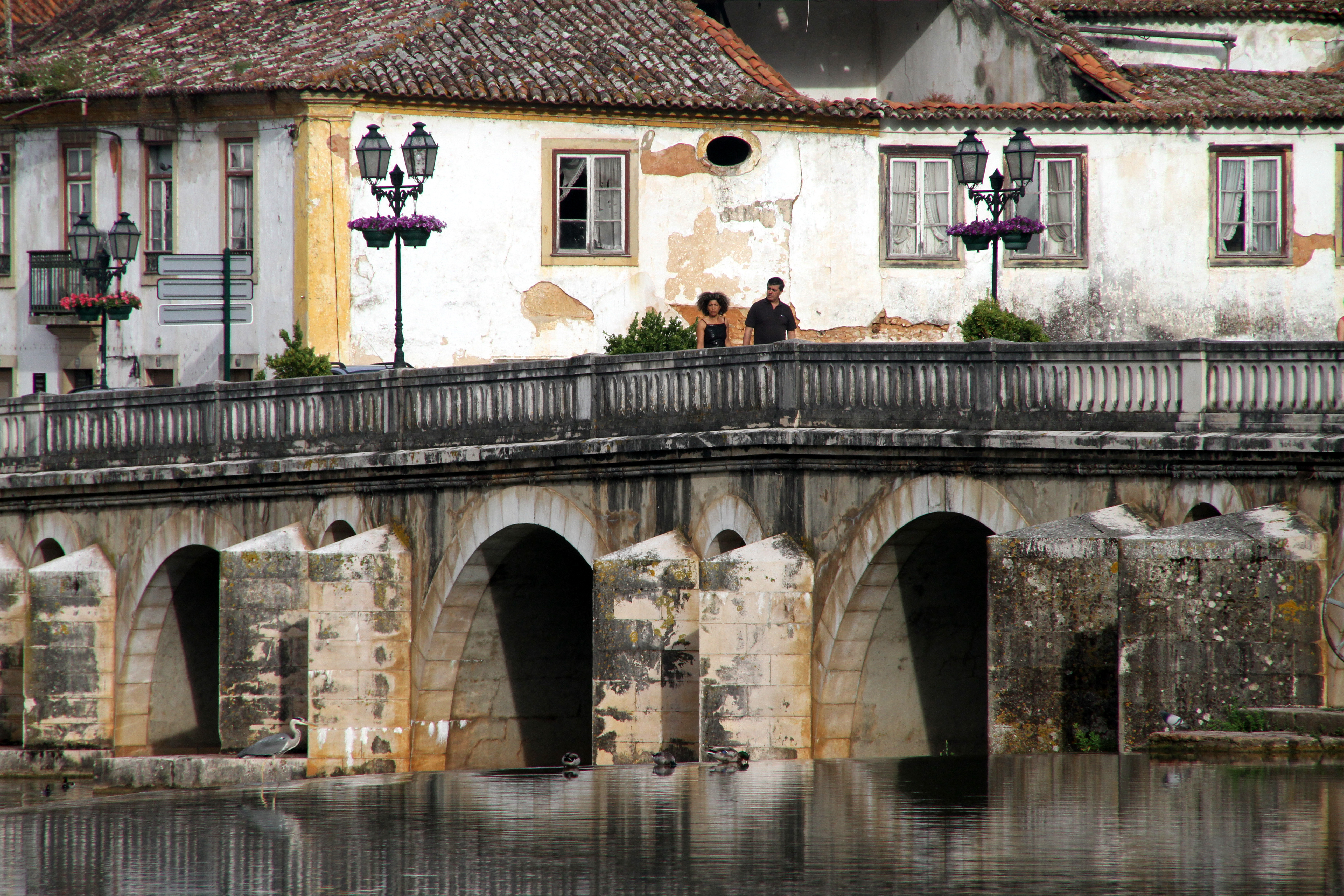
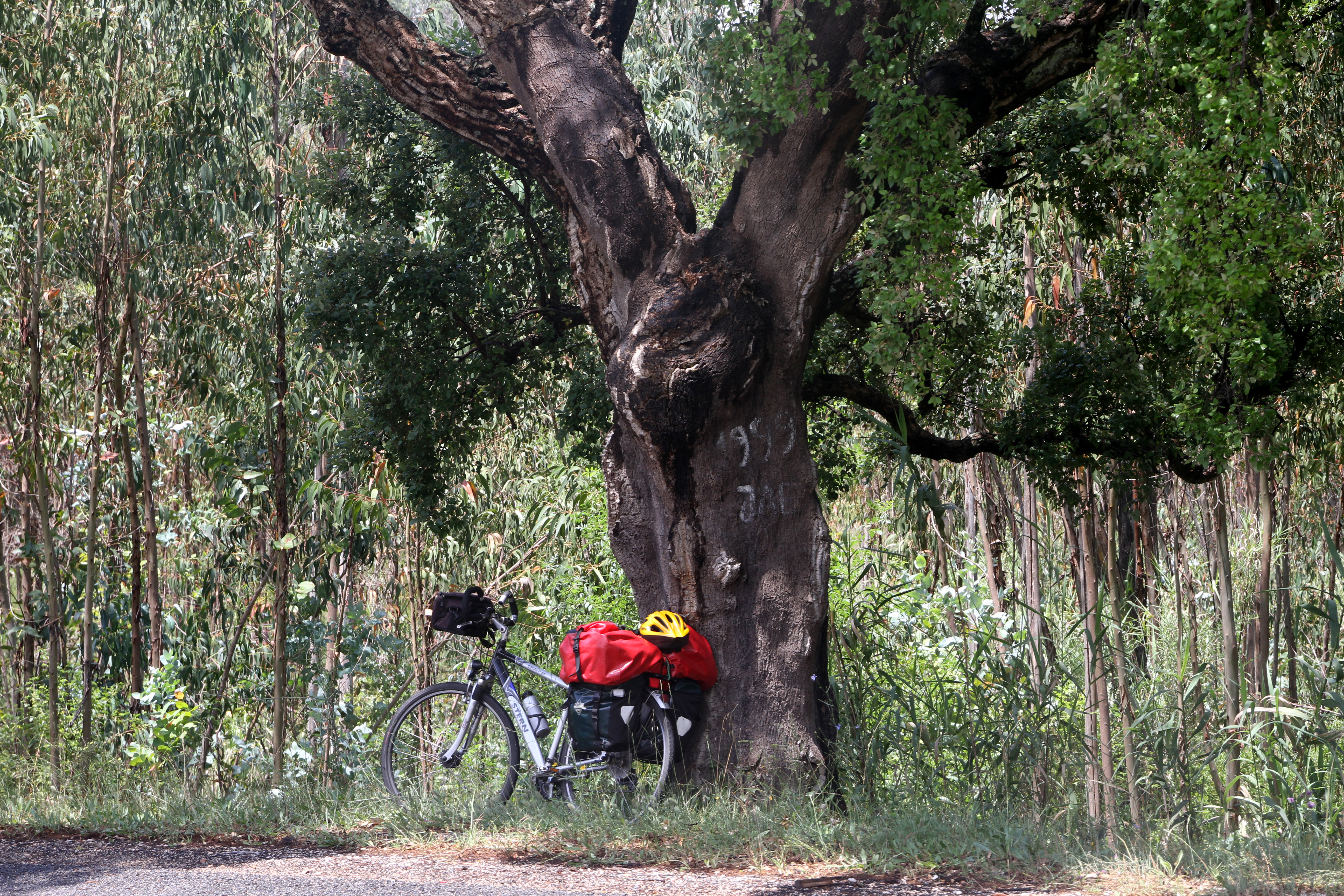
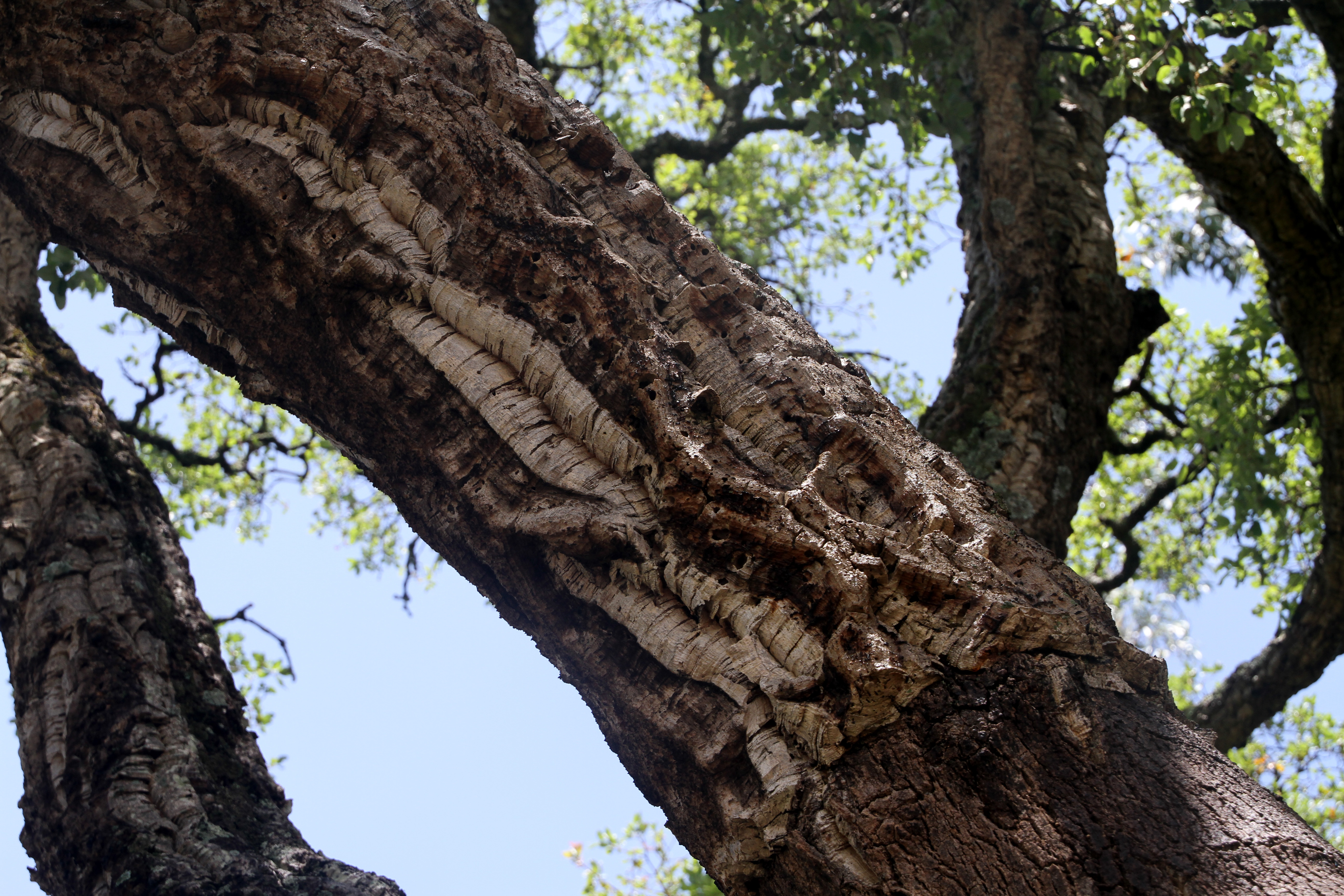
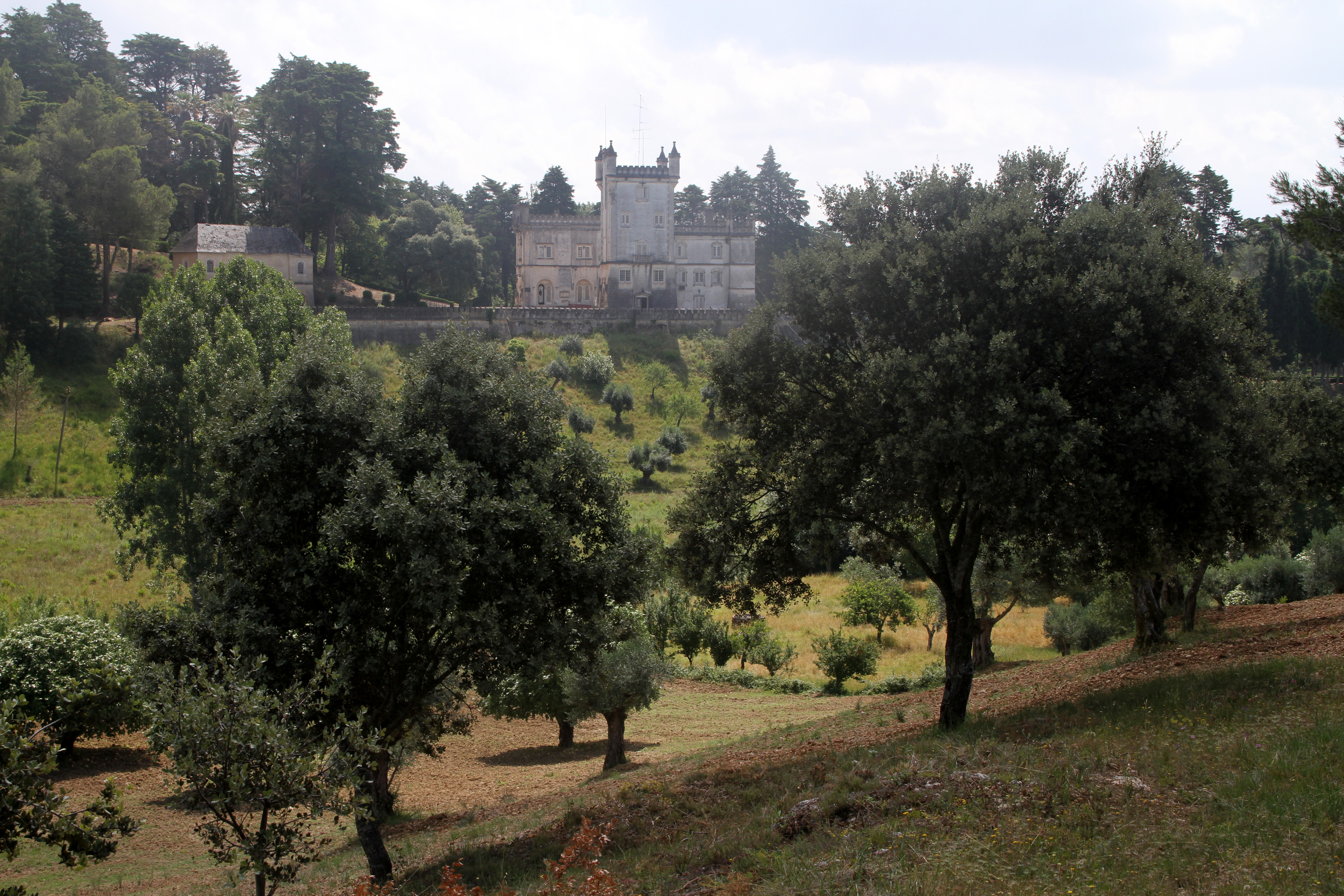